# آرنولد كلبس
آرنولد كلبس (بالإنجليزية: Arnold Klebs)‏ كان طبيبا مختصل في دراسة مرض السل. ولد في برن في سويسرا، وهو ابن عالم الأحياء المجهرية وعلم الأمراض الطبيب إدوين كلبس، وتربى في عائلة اشتهر فيها العديد من العلماء والفنانين والمؤرخين.
تخرج آرنولد كلبس من جامعة بازل في عام 1896. انتقل إلى الولايات المتحدة للعمل طبيبا، وعمل مع ويليام أوسلر في جامعة جونز هوبكينز لمدة عام بعد وصوله إلى الولايات المتحدة، وكان معاصرا لويليام هنري ولتش. بعدها عمل مدير مصحة ومختصا بمرض السل في سيترونيل وشيكاغو. وبسبب خبرته الطويلة مع مرض السل، عين أول مدير للمعهد الوطني للسل.
في عام 1910، عاد إلى سويسرا وعام في منزل يطل على بحيرة جنيف. وفي عام 1939، تبرع آرنولد كلبس بمجموعة من كتبه لهارفي كوشينغ لتضم إلى مكتبة جامعة ييل التي سميت فيما بعد بمكتبة هارفي كوشينغ وجون هاي وتني الطبية. هذه المجموعة ضمت مخطوطات وكتبا ونشرات حول السل والعلاجات والتطعيم. هذه المجموعة ضمت 3000 نصا متعلقا بالسل وحده.